# Kräutergarten Bad Mühllacken
Der Kräutergarten Bad Mühllacken des Kneipp-Kurhauses der Marienschwestern ist eine Gartenanlage im Ortsteil Bad Mühllacken von Feldkirchen an der Donau in Oberösterreich. Der Heilkräutergarten ist vor allem als Lehrgarten und für seine ideellen Zwecke bekannt. Er ist ganzjährig geöffnet und der Eintritt ist frei.

## Entstehung und Geschichte
Der Kräutergarten im Kurort Bad Mühllacken wurde im Juni 2006 eröffnet und hat eine Fläche von etwa 1500 Quadratmetern. Die Besonderheiten dieses Kräutergartens sind die verschiedenen Kräuter, Heilpflanzen und Bibelpflanzen sowie der Lehrpfad der Hildegard von Bingen.
Der Kräutergarten gehört zum Kurhaus der Marienschwestern vom Karmel und befindet sich gleich daneben. Die Betreuung des Gartens findet durch die Obfrau sowie durch geistliche Ordensschwestern statt. Ein wichtiges Element stellt überdies die Versorgung der Kurgäste mit gesunden Kräutern aus dem Garten dar, sowie die Möglichkeit für Kurgäste und Besucher, den Kräutergarten zu besichtigen. Der Kräutergarten stellt auch für Schulklassen und Kindergärten sowie Ausflüge eine lehrreiche Option dar.
„Gott bringt aus der Erde Heilmittel hervor, der Einsichtige verschmähe sie nicht“ (Sir 38,4).
Dieses Zitat stammt aus der Bibel und soll zeigen, dass die Heilmittel auf frühe Jahre in der Geschichte zurückzuführen sind. 
Auch Hippokrates (460–377 v. Chr.) beschrieb die Heilkraft der Kräuter. Schon damals wurde mit Kräutern, Bewegung, Massage, Wasseranwendungen und Ordnung der Lebensweise gearbeitet. Kaiser Karl der Große ließ 812 das „Capitulare de villis“ erstellen. In der Landgüterverordnung sind Kräuter enthalten, die zu einem typischen Klostergarten gehören. Ebenso haben Kräuterbücher des Mittelalters wie das „Lorscher Arzneibuch“ und der „Macer floridus“ eine wesentliche Rolle gespielt.
Einen weiteren Schritt setzte der Arzt Paracelsus in der Kräutermedizin; seiner Meinung nach war die Natur ein Lieferant einer Apotheke, indem Wiesen, Berge und Hügel als Apotheke gesehen werden, die die Natur uns gibt. Sinngemäß meint er damit, dass das Natürliche das Menschliche übertrifft. Diese Lehre hat Pfarrer Sebastian Kneipp umgesetzt, und im Kräutergarten Bad Mühllacken sind nur Pflanzen zu finden, die dieser europäischen Kräuterheilkunde entsprechen.

## Bedeutung
Die Pflanzenheilkunde wird auch als Phytotherapie bezeichnet und ist eine der ältesten medizinischen Anwendungen, die in vielen Teilen der Erde in unterschiedlichen Kulturen Anwendung findet. Bei der Phytotherapie werden Pflanzen wie etwa Kraut und Blüten, Blätter und Wurzeln angewendet. Besonders ist, dass diese Pflanzen unterschiedlicher Aufbereitung unterzogen werden. Eine mögliche Form ist die als Frischkraut, als Kaltwasserauszug oder als Auskochung. Überdies ist noch eine getrocknete oder pulvermäßige Option anwendbar.
Die Kneippsche Naturheilkunde besteht aus den Elementen Lebensordnung, Ernährung, Heilpflanzen, Bewegung, Wasser und Wickel. Die Säule der Lebensordnung bezieht sich darauf bewusst zu leben, soziale Kontakte und psychosomatische Elemente zu betrachten. Bei der Ernährung soll auf eine gesunde Ernährung und das eigene Wohlbefinden geachtet werden. Eine Möglichkeit besteht darin, nach der Kneipp-Methode zu kochen. Die Heilpflanzen treten in verschiedenen Formen auf, als Tee, Badezusatz oder Wickel. Die Säule der Bewegung legt den Schwerpunkt auf körperliche Betätigung wie Ausdauer, ein Training für die Kraft sowie für eine Ausgeglichenheit des Körpers und des Geistes. Wasser und Wickel stehen im Zusammenhang mit dem Kneippen. Warmes Wasser soll die heilende Wirkung des Wassers zusätzlich unterstützen.
Der Kräutergarten wird als „Kneipptraditionsgarten“ bezeichnet und ist nach der Art der alten Klöstergärten aufgebaut. Darüber hinaus entspricht der Garten den Vorschriften der traditionellen europäischen Medizin. 
Es sollen vor allem Mensch und Natur in positiver Verbindung miteinander stehen.
Weiters finden zahlreiche Seminare und Veranstaltungen rund um den Kneipptraditionsgarten statt. Dazu zählen der regelmäßige Kräuterstammtisch mit Vorträgen, Workshops und Erfahrungsaustausch.
Auch Kräuterseminare finden statt. Hier wird von der Wirkungsweise und der Anwendung in Küche als Würzmittel und Heilmittel berichtet. Überdies besteht die Option, mit Hilfe der Kräuterobfrau selber etwas zu mischen und Salben, Salze sowie Auszüge herzustellen.
Ein Garten bietet gute Möglichkeiten zur Erholung.
„Der Garten versorgt den Menschen, während dem Menschen die Aufgabe aufgetragen ist, zu bebauen und zu bewahren“ (Gen 2,15).
Der Kräutergarten hat eine beruhigende Wirkung auf Menschen. Das harmonische Farbenspiel der Heilpflanzen und die Kräuter, Aromen und Düfte tragen wesentlich dazu bei. Das besondere in Bad Mühllacken ist die ausführliche Beschilderung und Beschreibung der Pflanzen sowie uralte Weisheiten und Geschichten über ayurvedische Anwendungen.

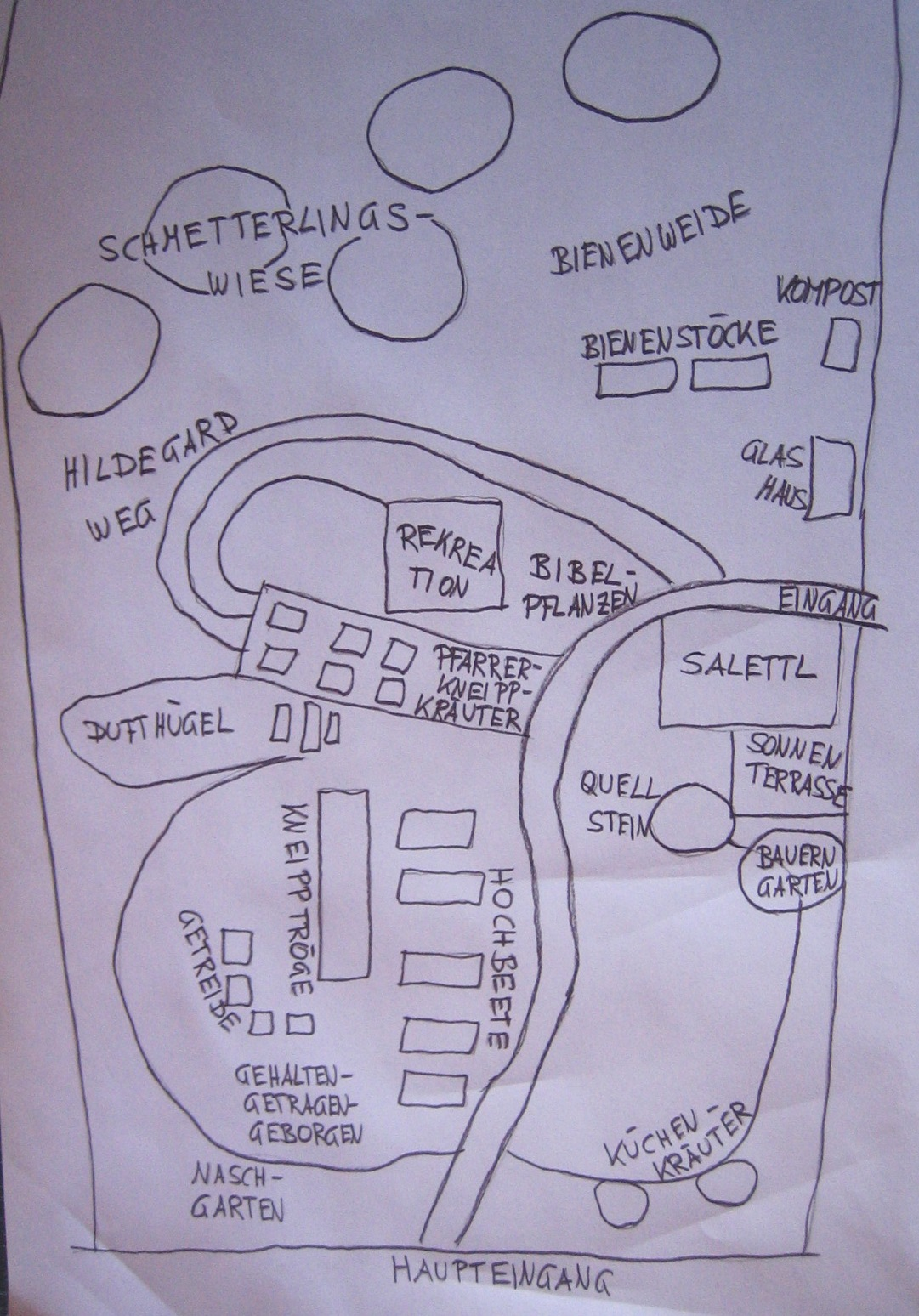
Skizze Kräutergarten

## Aufbau des Gartens
Der Kräutergarten ist in verschiedenen Abschnitten angelegt:
Naschgarten
Von der Hand in den Mund, es finden sich hier verschiedene Beerensorten, wie etwa Heidelbeeren, Erdbeeren, Johannis-, Stachel- und Himbeeren sowie Brombeeren, die zu selbst zubereiteten Süßigkeiten verarbeitet werden. Heidelbeeren werden vor allem von Mai bis Juni geerntet. Sie enthalten Vitamine, Mineralstoffe und Fruchtsäuren. Roh seien sie als Mus geeignet oder für eine Heidelbeermarmelade. Die Himbeeren seien bekannt für ihr Vitamin-B, wobei ebenfalls der gesundheitliche Aspekt der Himbeere betont wird. Die Brombeeren seien getrocknet sehr vorteilhaft, da sie so mehr Aromastoffe beinhalten. Überdies sind sie gesund zur Kräftigung des Zahnfleisches. Ebenfalls ist die Verarbeitung zu Saft oder Marmelade eine Option. In früheren Jahren wurden die Blätter, Wurzeln und Blüten für die Blutreinigung verwendet.
Der Naschgarten befindet sich links nach dem Eingang.
Gehalten-getragen-geborgen
„Gönne dich dir selbst, damit die Seele atmen kann und du das Leben spürst“ (Bernhard von Clairvaux).
Die Hängeschaukel soll Abschalten und Erholen symbolisieren. Um aus dem alltäglichen Stress und der Hektik auszubrechen, kann im Kräutergarten wieder neue Energie getankt sowie innere Ruhe und Stille gefunden werden.
In der Hängeschaukel kann den Klängen der Natur gelauscht werden. Durch die Bewegung der Schaukel ist jeder Luftzug zu spüren und kann in voller Entspannung genossen werden. Im Sommer dient sie dazu Sonnenstrahlen zu genießen und dem Tummeln der Insekten zu zuschauen, angenehme Düfte einzuatmen, den Naschgarten und das Getreide zu begutachten sowie einen guten Blick auf die Kneippmöglichkeit zu haben. Überdies besteht von der Hängeschaukel aus über den gesamten Kräutergarten ein guter Überblick.
Dieser Abschnitt des Kräutergartens befindet sich links neben dem Eingang neben dem Naschengarten und dem Getreide.
Küchenkräuter
Kräuter aus dem eigenen Garten eignen sich besonders für eine gesunde Küche und Ernährung. Schon im Winter beginnen die Vorbereitungen des Anbaus im Frühling. Eine ständige Frische der Kräuter verbessert den Geschmack enorm. Zu den Küchenkräutern zählen unter anderem Liebstöckel, Majoran, Petersilie, Rosmarin, Salbei, Basilikum, Beifuss, Bohnenkraut, Estragon und viele mehr. Basilikum eigne sich für die Fettverdauung überdies sei es als Anregung für den Appetit gedacht. Verwendet wird Basilikum für Suppen, Gemüse und Fleischspeisen. Das Kraut kann besonders für Diabetiker und Menschen die mit den Nieren Probleme haben angewendet werden. Estragon sei verwendbar für Suppen, Pilze, Fischsoßen, Kräuteressig, Salate und Geflügel. Kümmel sei optimal bei Suppen, Rüben, Käse und Salzkartoffeln. Eine weitere Möglichkeit als Tee anzuwenden für stillende Mütter wegen der Milchbildung. Das Küchengewürz Petersilie sei gerne verwendet bei Geflügel, Suppen, Fisch, Fleisch und Saucen. Überdies anwendbar als Tee und bei Zahnschmerzen.
Die Küchenkräuter befinden sich rechts neben dem Eingang.
Bauerngarten
Dieser gestaltet sich in Einklang mit dem Menschen und der Natur. Hier steht vor allem die gesunde Ernte im Mittelpunkt. Überdies wird Wert gelegt auf Urwüchsigkeit, Einfachheit und eine gesunde Ernte, daraus soll sich ein lebendiges Bild gestalten. Alte Pflanzenarten sind hier zu finden. Im Bauerngarten finden sich eine Schwertlilie, Taglilie, Schleierkraut, Pfingstrose, rosa, weiße und blaue Kissenastern, Rittersporne, Sporenblume, Flockenblume, Myrtenaster und einige mehr. Der Bauerngarten geht auf die Klostergärten zurück, in dem Mönche die Entwicklung der Gartenkultur im Allgemeinen vorantrieben. Viel Vorwissen stammt von den Mönchen aus den Alpen, die überdies noch einige Samen und Ableger der dort vorhandenen Pflanzen überlieferten. Eine Verordnung der Landgüter, die auf Karl den Großen im Jahre 812 zurückgeht, war eine große Errungenschaft für den Gartenbau. Darin stehen 89 unterschiedliche Pflanzensorten, die in kaiserlichen Gärten vorherrschend waren.
Der Bauerngarten ist rechts vom Eingang angelegt und befindet sich in der Nähe der Sonnenterrasse und des Quellsteins.
Getreide
In diesem Abschnitt des Kräutergartens ist wertvolle Grundnahrung wie Buchweizen, Dinkel, Hafer, Hirse, Roggen, Weizen, Emmer, Kamut, Amaranth, Einkorn, Mais, Gerste und andere zu finden. Getreide dient der Grundnahrung und wird im Kurhaus für eine gesunde Ernährung bei der Verarbeitung von Lebensmitteln verwendet.
Die Gerste stammt aus dem Himalaya Gebiet und die Blütezeit ist von Ende Mai bis Juni. Der Hartweizen, eine Form von Weizen kommt ursprünglich aus Neapel, die Blütezeit ist von Juni bis Juli.

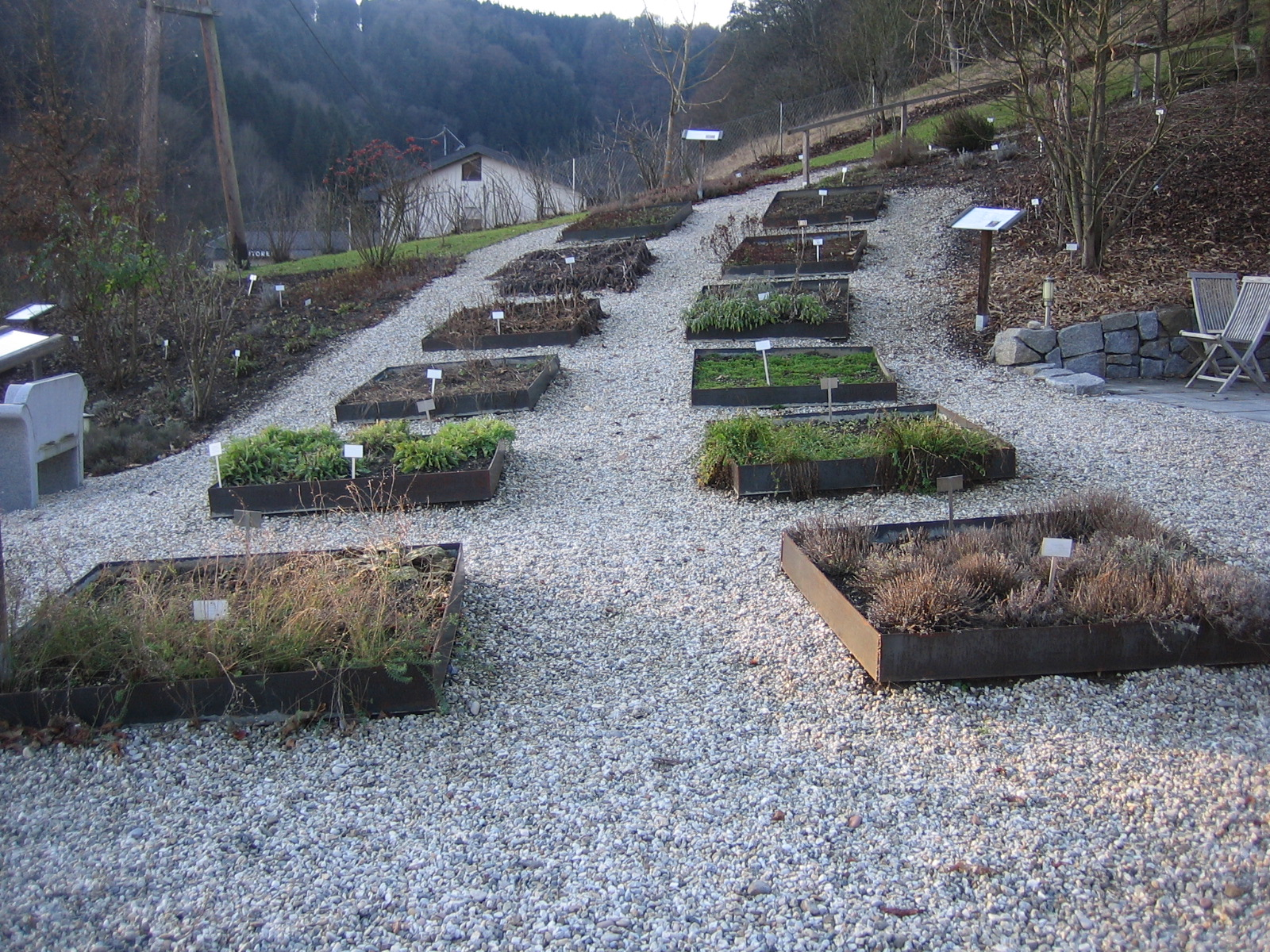
Kräuterbeete

Das Getreide ist linksseitig vom Eingang, neben der Hängeschaukel und in der Nähe der Kneippmöglichkeit.
Heilkräuter der traditionellen Europäischen Medizin
„Die Natur ist die beste Apotheke“ (Sebastian Kneipp).
Die natürlichen Heilkräuter rufen laut Kneippanhängern (jene Leute, die davon überzeugt sind) weniger Nebenwirkungen hervor und sind in therapeutischer Hinsicht auf einer breiteren Ebene einzusetzen. Die Komposition aller pflanzlichen Wirkstoffe zusammen macht das Besondere an der jeweiligen Heilpflanze aus. Die Blätter der Zitronenmelisse finden beispielsweise Anwendung bei akuten Magenbeschwerden. Die Kräuter sind nach Sebastian Kneipp jedoch nicht nur Heilmittel, sondern ebenfalls sehr gute Nährmittel.

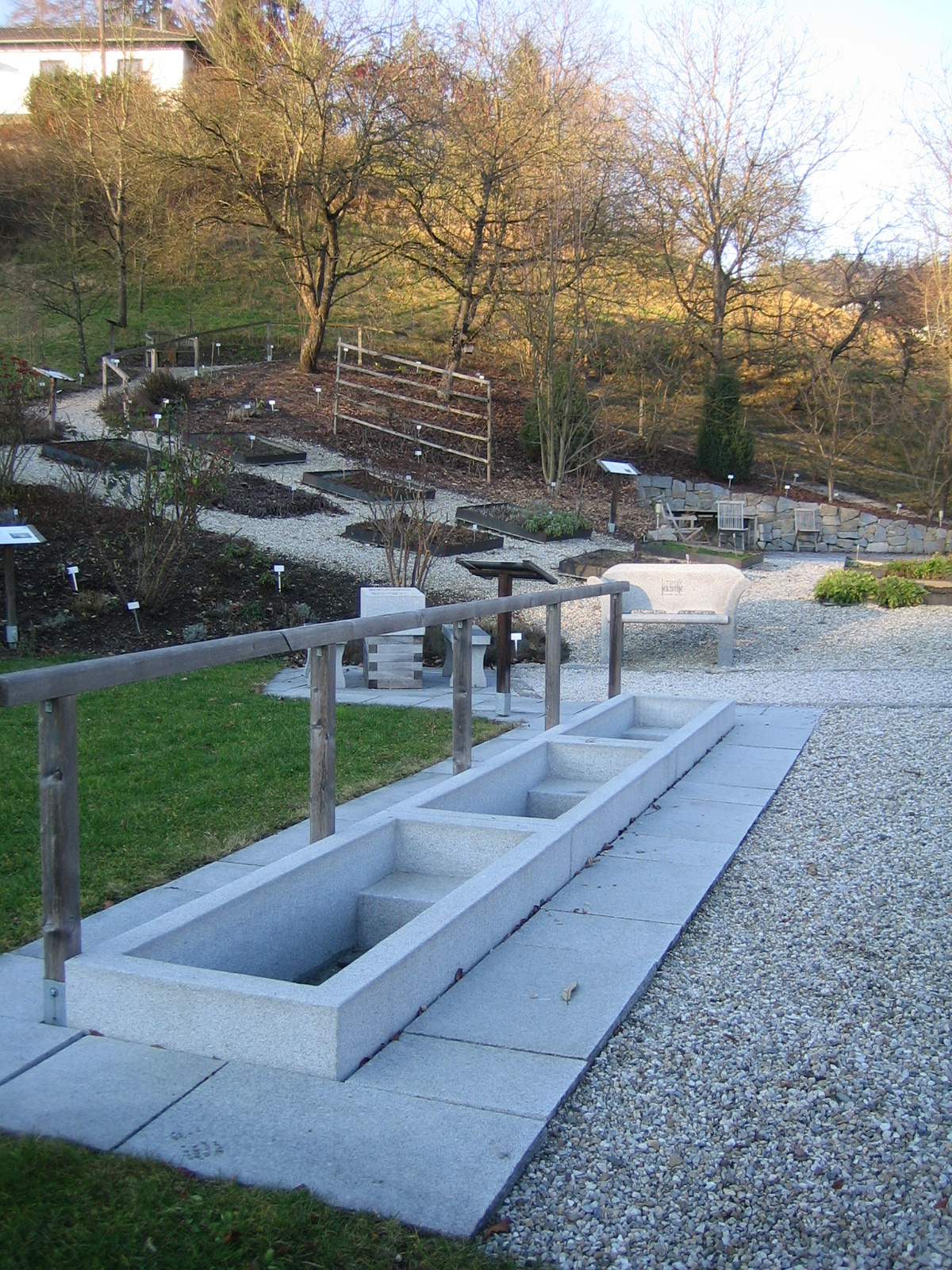
Kneippen in Bad Mühllacken

Die Heilkräuter der traditionellen Medizin befinden sich in den Hochbeeten links vom Eingang, direkt vor der Kneippmöglichkeit.
Ur-Kneippen
„Mit jedem Schritt und Tritt, welchen wir in der Natur machen, begegnen wir immer wieder neuen Pflanzen, die für uns höchst nützlich und heilbringend sind“ (Sebastian Kneipp).
Das Kneippen ist eine Therapie, die bei vielen Beschwerden angewendet werden kann. Im Kräutergarten ist eine Kneippmöglichkeit in Form eines klein angelegten Kneippbades zu finden. Ur-Kneippen ist geeignet, um die Durchblutung zu fördern, den Kreislauf in Schwung zu bringen. Weiters hat es eine regulierende Auswirkung auf den Blutdruck und ist gut für den Stoffwechsel und die Venen. Kneipp-Wassertreten wird überdies empfohlen bei Migräne, Krampfadern und gegen Müdigkeit.
Wasserbehandlungen nach Kneipp sind in warmer und kalter Form möglich. Vom Wasser geht eine heilende Kraft aus, die das eigene Wohlbefinden und die Fitness unterstützt. Die Art der Anwendung, ob mild oder stark, hängt vom Individuum ab. Bei Kleinkindern und Kranken werden demnach eher milde Anwendungen stattfinden, bei Gesunden und trainierten Sportlern eher stärkere.
Die Kneippmöglichkeit ist gleich sichtbar vom Eingang auf der linken Seite.

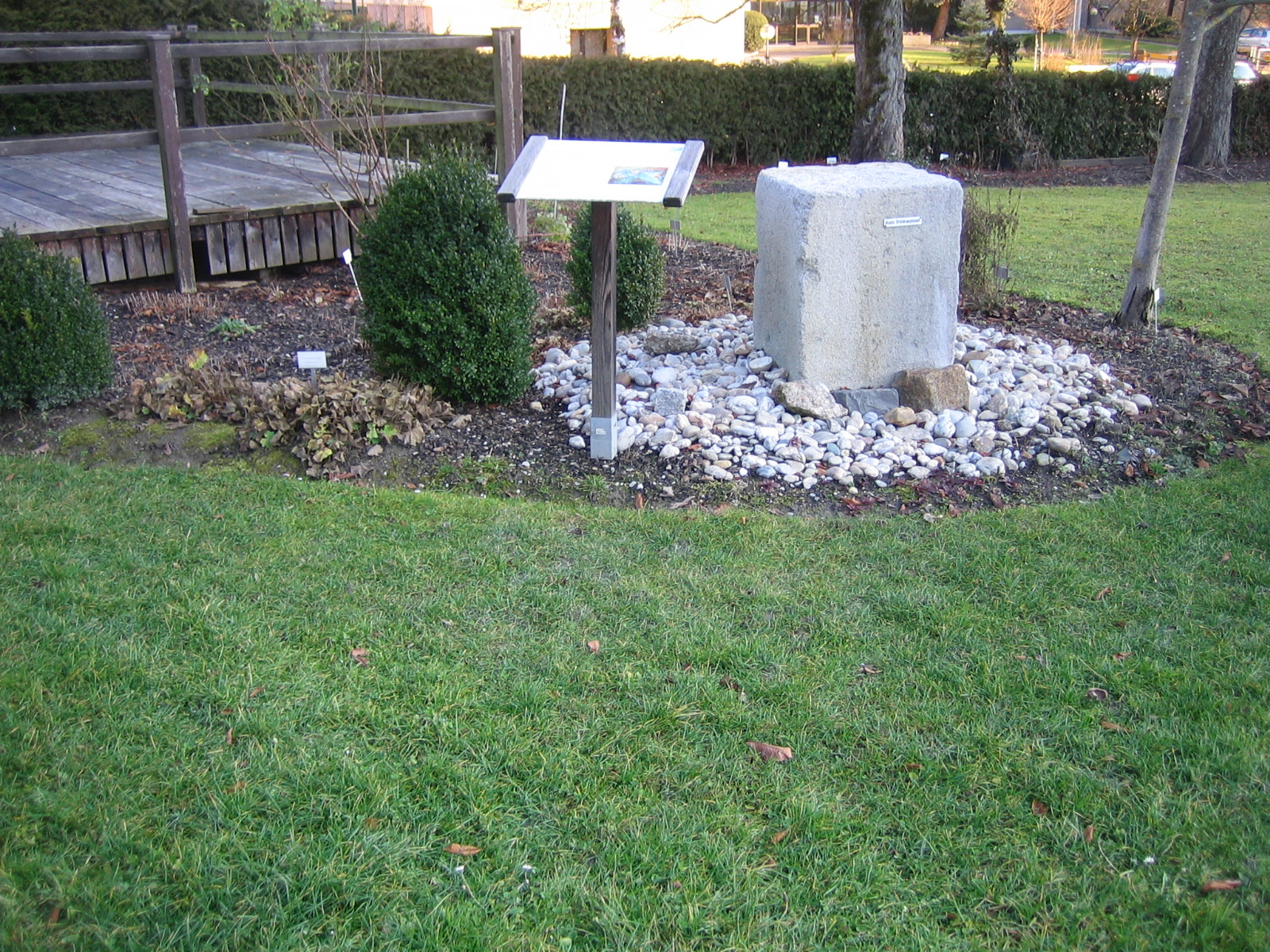
Quellstein
Dieser Stein soll die Quelle des Lebens darstellen. Er erinnert an Gott als allen Ursprung und bietet die Möglichkeit, in eine neue Lebenskultur einzusteigen. Quellwasser ist heilsames Wasser, das Biophotonen, Mangan und Eisen beinhalte. Jedes dieser Elemente liefert wichtige Stoffe für unseren Körper. Biophotonen würden die Prozesse im Körper zwischen den Zellen und weiters den Informationsaustausch dieser fördern. Mangan benötigt der Mensch für das Bindegewebe damit die Nervenleitung funktioniert. Eisen ist wichtig für die Blutbildung, von Bedeutung bei Schwangerschaft, Nierenleiden und Leistungssport. Das Wasser steht für Lebendigkeit, Energie und regelt den Stoffwechsel im Körper.
Der Quellstein ist rechts vom Eingang platziert, direkt vor der Sonnenterrasse und vor dem Salettl (Holzhaus).
Sonnenterrasse
„Über allem strahlt die leuchtende Sonne“ (Sir 42,16).
Die Sonne ist das zentrale Element für das Leben allgemein, die Erdoberfläche und das Klima auf der Erde. Schon früher war die Sonne sehr bedeutend als Regelung von Tag und Nacht und natürliche Uhr für die Erdbevölkerung. Die Sonne war der Anstoß für das Entwickeln von Kalendern durch die stetige Beobachtung von Tag, Nacht und Klimaveränderungen. 
Der Garten Eden geht auf das Urbild der Gärten zurück. Sonne, Natur, Schönheit und Einklang sind zentrale Elemente für das Gedeihen und Wachsen von Pflanzen, dies soll die Sonnenterrasse symbolisieren.
Die Sonnenterrasse ist direkt neben dem Quellstein und es besteht von dort aus ein Überblick über den gesamten Kräutergarten. Besonders im Sommer ist es sehr angenehm Zeit zwischen den duften Kräutern und Blüten zu verbringen und sich die Sonnenstrahlen ins Gesicht scheinen zu lassen. 

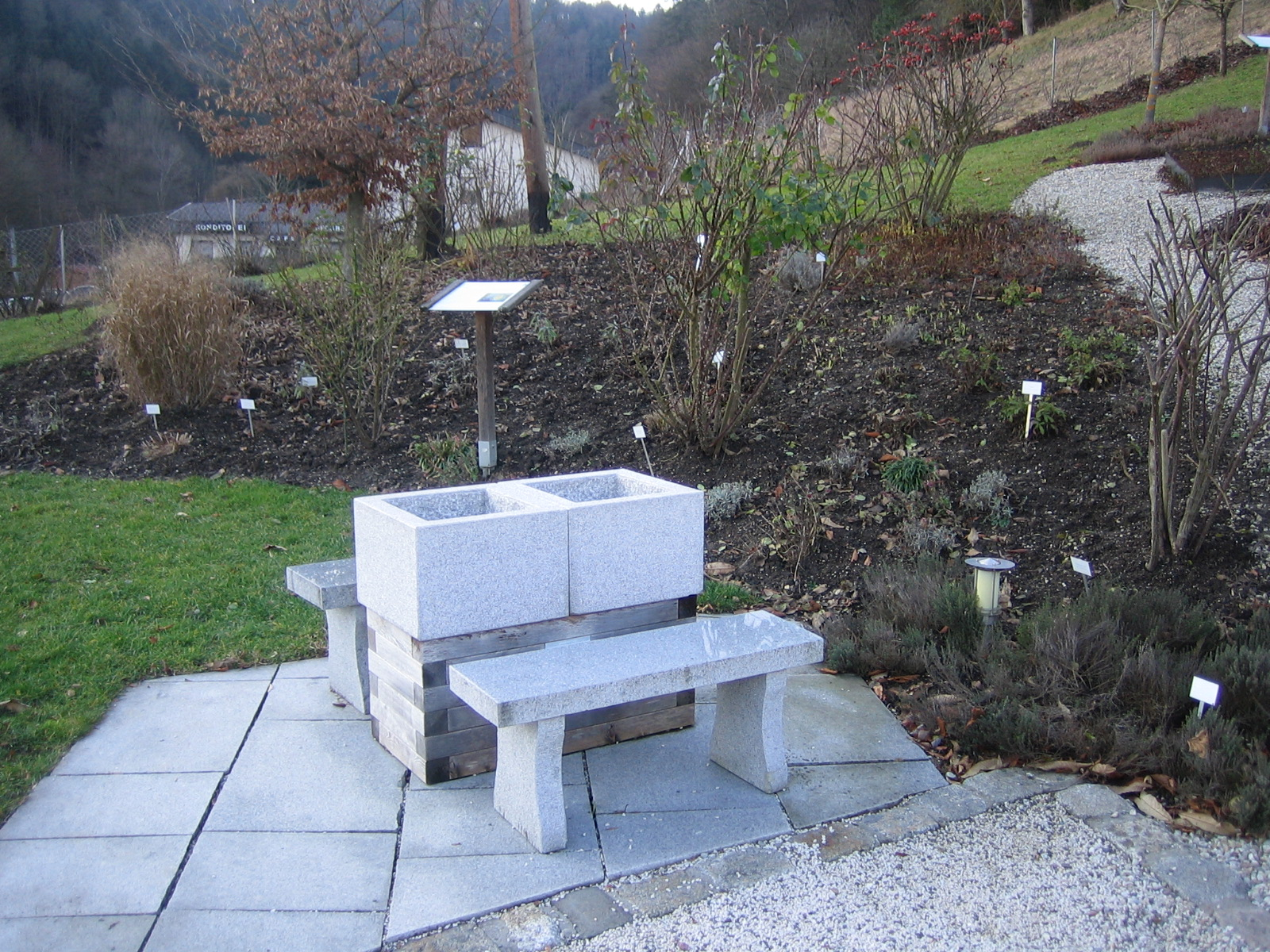
Dufthügel
Dieser Teil des Kräutergartens dient der Entspannung zum Genießen und Durchatmen. Eine Vielfalt an duftenden Pflanzen und Blüten ist vorzufinden. Um die Pflanzen vor Krankheitsbefall zu schützen, um Insekten anzulocken und als Temperaturregler sowie Energiespeicher zu wirken, dienen die ätherischen Öle, welche sich im oberen Teil der Blütenblätter befinden. Die Düfte der Blüten kommen aus dem Nektar und Pollen der Pflanze. Diese Blüten sind dazu da den Insekten als Nahrung zu dienen. Die Blütendufter verbreiten den Duft von selbst. Jene der Blattdufter geben ihre Gerüche (Duftdrüsen) erst beim Berühren der ätherischen Öle frei, welche in den Blättern durch Duftdrüsen wirken. Einige dieser Stoffe sind wichtig für die Heilkunde und finden zusätzlich in der Küche großen Nutzen.
Der Dufthügel ist neben dem Aufgang zum Hildegardweg mit einer Sitzmöglichkeit und neben den Beeten mit den Heilkräutern nach Pfarrer Kneipp.
Pfarrer Kneipp und die Heilkräuter
Vor allem Kamille, Brennnessel, Melisse und Zinnkraut sind milde Pflanzen, die Sebastian Kneipp vor allem für Badezusätze, Dämpfe, Wickel, Salben, Tinkturen und Tees anwendete. Es entstanden immer wieder neue Rezepturen, die ihren Ursprung in den europäischen traditionellen Klostergärten hatten. Auch die heimischen Speisekräuter wie Schnittlauch und Petersilie empfahl Sebastian Kneipp, um die Verdauung durch die enthaltenen Bitterstoffe zu fördern. Sebastian Kneipp hat seine Türen für alle Menschen geöffnet um sich neue Ideen und Anregungen zu holen. Dadurch ist es heute möglich zahlreiche Anwendungen und Ideen von Pfarrer Kneipp aufzugreifen und in der Heilkunde einzusetzen.

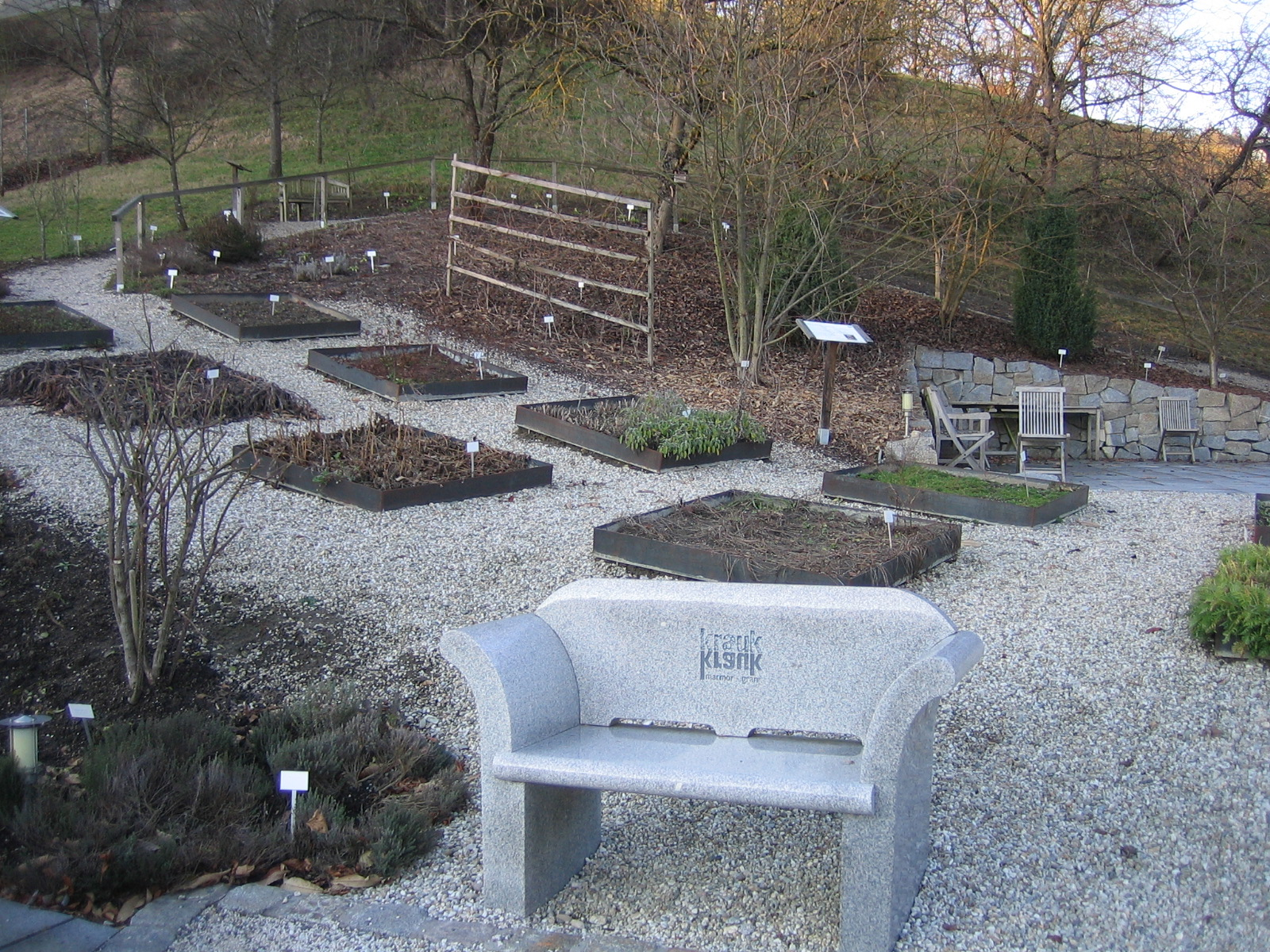
Beete & Erholung

Die Heilkräuter sind in niedrigen Beeten neben dem Abschnitt Rekreation und neben dem Dufthügel angesiedelt.
Rekreation
(lateinisch: re= wieder, zurück; kreatio= schaffen, schöpferisch)
Der Begriff der Rekreation stammt aus dem klösterlichen Leben, es soll dazu dienen Zeit gemeinsam zu gestalten um dem Alltag zu entfliehen. Dies soll in eigens dafür gestalteten Räumen möglich sein. 
Rekreation steht für einen schöpferischen Ort, an dem Kraft getankt werden kann, wo Ausgleich, Begegnung stattfinden soll und Zufriedenheit wichtig ist, dies geht mittlerweile über die klösterlichen Ursprünge hinaus. Um die vorgenommenen Ziele zu erreichen, ist es gut zu entspannen um wieder mit voller Kraft weitergehen zu können.
Es finden sich dort Stühle und Tische. Von der Rekreation besteht unter anderem der Blick auf den Hilgegardweg, die Kneippmöglichkeit sowie auf die Beete und Hochbeete. Vor allem in der warmen Jahreszeit, wenn die Pflanzen und Kräuter erwachen ist der Platz geeignet um Ruhe und Kraft dort zu sammeln.
Neben dem Platz mit den Stühlen und Tischen, die im Sommer zum Verweilen einladen finden sich rechtsseitig vom Eingang aus betrachtet die Bibelpflanzen.
Bibelpflanzen
Bibelpflanzen sind Pflanzen, die im Alten Testament Erwähnung gefunden haben. In etwa 110 Pflanzen werden in der Bibel erwähnt. In diesem Bereich finden sich Efeu, Diptam, Lavendel, Feuermohn, Ginster, Wacholder, Buchsbaum, Apfelbaum, Judasbaum, Pinie, Weinreben und mehr. Es ging dabei nicht um botanische Elemente, sondern die Pflanzen haben vor allem praktische und symbolische Bedeutung. In der Bibel entstanden Bäume, die mit Früchten versehen waren, jedoch in der Mitte des Gartens stand der Baum des Lebens und der Erkenntnis, der Gut und Böse symbolisieren soll. Es kommen essbare Pflanzen vor, sowie jene, die sich in duftendem Rauch auflösen. Mit der Begegnung von Pflanzen soll die Schöpfung Gottes zum Ausdruck gebracht werden.
Hildegardweg

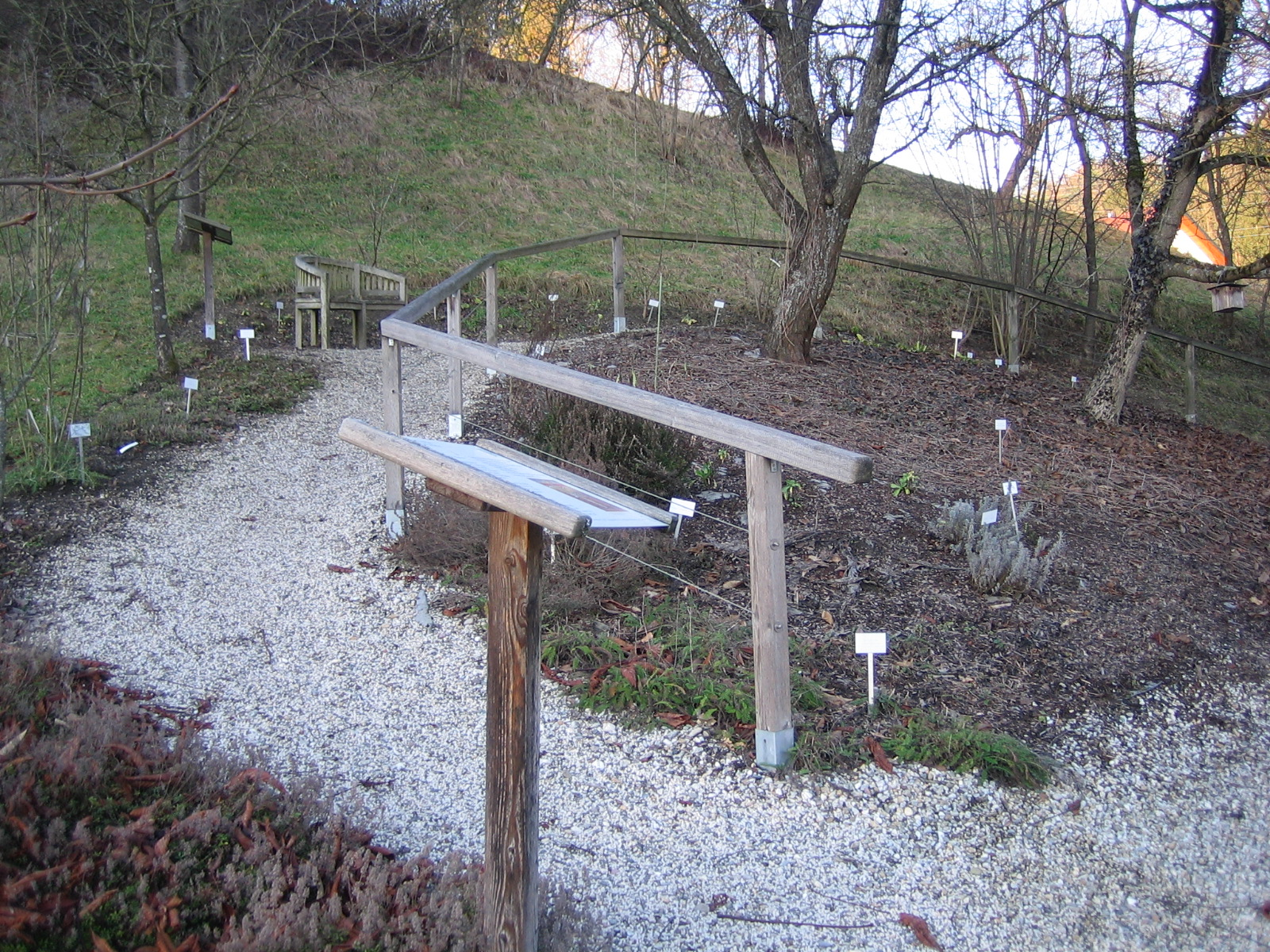
Hildegard von Bingen Weg

„Der Mensch bedarf der göttlichen Gnade und der Mittel der Heilkunde“ (Hildegard von Bingen).
Bei Hildegard von Bingen steht das Reine, Gesunde und Unverfälschte im Mittelpunkt. Der Ansatz besteht in der ganzheitlichen Betrachtung des Leibes und der Seele, nicht nur des kranken Körperteiles. Hildegard von Bingen`s Vorbild wird durch Christus als Arzt und Heiland verkörpert.
Der Hildegardweg führt leicht bergauf und vom Mittelpunkt oben ist der Überblick über den gesamten Kräutergarten möglich. Beim Heruntergehen vom Hildegard von Bingen Weg führt die nächste Station zur Bienenweide und den Bienenstöcken. Auf der rechte Seiten sind die Bibelpflanzen vorzufinden.
Bienenweide und Bienenstöcke
Honig eignet sich, um Abwehrkräfte zu stärken. Zur Unterstützung der Honigproduktion sind großkronige Bäume und Sträucher in der Nähe der Bienenweide angesetzt worden. Nektar- und pollenhaltige Pflanzen sind geeignet als Bienenweide. Als Nahrung diene den Bienen Blütenstaub, Nektar und Honigtau. Blütenstaub enthält Eiweiß und Vitamine. Für die Honigproduktion sind Nektar und Honigtau notwendig. Die Qualität des Honigs ist oft von einem Jahr auf das andere, sehr unterschiedlich. Dies kann damit begründet werden, dass dem Standort, der Witterung und der Pflanzensorte eine Bedeutung beigemessen wird.
Die Bienen fliegen für ein Honigglas etwa 40.000 Mal aus und besuchen dabei etwa 1,5 Millionen Blüten, dies entspricht einer Wegstrecke von etwa 40.000 Kilometer, also vom Umfang der Erde. Es wird mehr Honig in den Waben gesammelt, als die Bienen benötigen, diesen kann der Mensch nutzen.
Die Bienenweide befindet linksseitig beim Abgang vom Hildegardweg etwas weiter hinten im Kräutergarten, davor stehen die Bienenstöcke.
Lebendige Erde
Kompost, lateinisch: „compositum“ = Zusammengesetztes. Der Kompost ist ein gerne verwendeter Dünger und ein Bodenverbesserungsmittel. Des Weiteren ist er ein „Heilmittel für kranke Böden“ Der Kompost entsteht durch Verrottung pflanzlicher und tierischer Abfallprodukte sowie aus etwas Erde.
Der Kompost im Kräutergarten befindet sich direkt hinter dem Glashaus und somit neben der Bienenweide und den Bienenstöcken. Wie oben bereits erwähnt, werden dort die entstandenen Abfälle vom Kräutergarten deponiert, um wieder nützliche Elemente wie Dünger und ein besseres Mittel für den Boden hervorzubringen.
Aufzufinden ist der Kompost hinter dem Glashaus.
Schmetterlingswiese
Hier sind zahlreiche Gräser, Kräuter, Schmetterlinge und Wildblumen zu entdecken, dies bildet die Basis für Heublumen und getrocknete Blüten. Man kann sich die Wirkung der Heublumen so vorstellen, dass in etwa 50 verschiedene Arten von Pflanzen in den Heublumen zu finden sind. Die Therapie mit den Heublumen geht auf Pfarrer Kneipp zurück, es können Bäder, Dämpfe, Wickel oder der Heublumensack angewendet werden. Heublumen bestehen im Wesentlichen aus Zucker, Stärke, ätherischen Ölen, Kumarin, Mineralien, Flavonoide, Gerbstoffe und Spurenelemente. Vor allem an sonnigen Tagen ist die Schmetterlingswiese sehr belebt durch die bunten Schmetterlinge, Bienen und Insekten. Besonders sind weiters die vielen bunten Farben, Gräser und Arten, die sich auf der Wiese beobachten lassen.
Diese befindet sich im ganz hinteren Teil des Kräutergartens, hinter dem Hildegardweg, gegenüber von der Bienenweide.
Glashaus
Im Glashaus finden sich zahlreiche Kräuter, die Schutz vor Regen, Wind und Wetter brauchen, um Gedeihen zu können. Dieses befindet sich neben der Bienenweide und den Bienenstöcken. Das Glashaus ist eher klein gebaut.
Das Glashaus befindet sich hinter dem Salettl (Holzhaus).
Erwähnenswert ist, dass es noch eine andere Eingangsmöglichkeit gibt, die speziell für Rollstuhlfahrer und Kinderwägen geeignet ist, diese befindet sich gleich rechts neben dem Glashaus.

## Bedeutende Hochbeete
Es werden hier verschiedene Hochbeete mit einigen bedeutenden Kräutern angeführt, wobei diese nicht alle beinhalten.

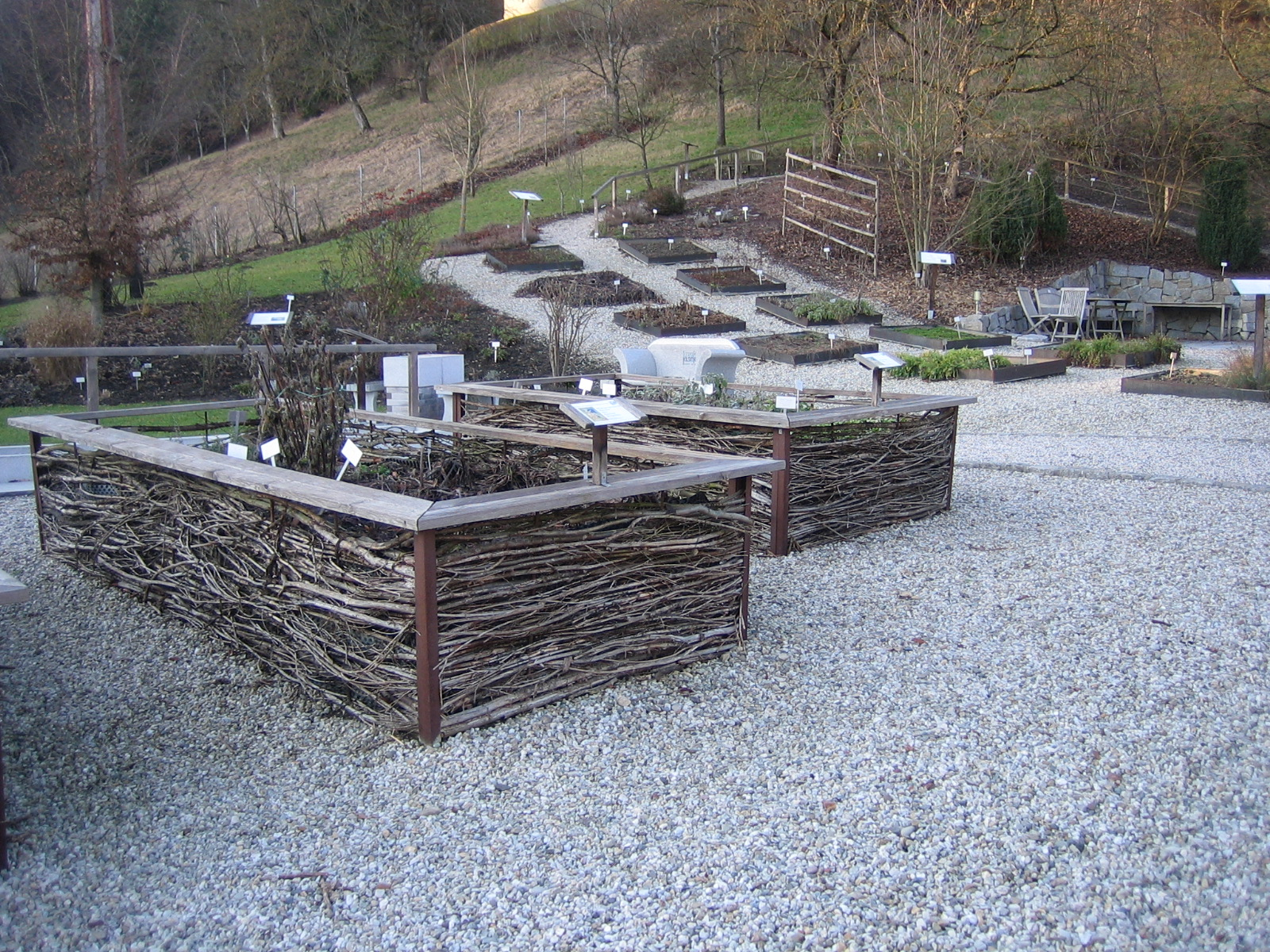
Hochbeete & Beete

Die Hochbeete befinden sich links vom Haupteingang, neben der Kneipptröge. Es finden sich bei allen Kräutern genaue Beschilderungen, welche in den Hochbeeten an der richtigen Stelle stecken.
Hier werden unterhalb verschiedene Tabellen angeführt, die Kräuter enthalten und nebenbei steht die Wirkung. Die verschiedenen Beete beinhalten für unterschiedliche Beschwerden passende Kräuter zur Unterstützung und Linderung.
Im ersten Hochbeet finden sich verschiedene Kräuter, die vor allem für das Nervensystem angewendet werden können. Genauere Informationen und Wirkung finden sich in der Tabelle.
| Beet 1 – Nervensystem | Bedeutung                            |
| --------------------- | ------------------------------------ |
| Melisse               | beruhigend, verdauungsfördernd       |
| Baldrian              | beruhigend                           |
| Lavendel              | beruhigend, verdauungsfördernd       |
| Johanniskraut         | gemütserhellend, gut für Wundheilung |
| Schlafmohn            | Ausgangskraut von Opium              |

Die zweite Tabelle gibt Auskunft über Kräuter, die vor allem für die Harnwege und Niere eine Bedeutung haben und Anwendung finden. Genaueres hinsichtlich der Wirkung siehe Tabelle.
| Beet 1 – Harnwege-Niere | Bedeutung                             |
| ----------------------- | ------------------------------------- |
| Borretsch               | harntreibend, verdauungsanregend      |
| Diptam/Brennkraut       | ausleitend                            |
| Petersilie              | harntreibend                          |
| Sauerampfer             | harntreibend, appetitfördernd         |
| Wacholder               | harntreibend, krampflösend            |
| Brennnessel             | harntreibend, bei Prostatabeschwerden |

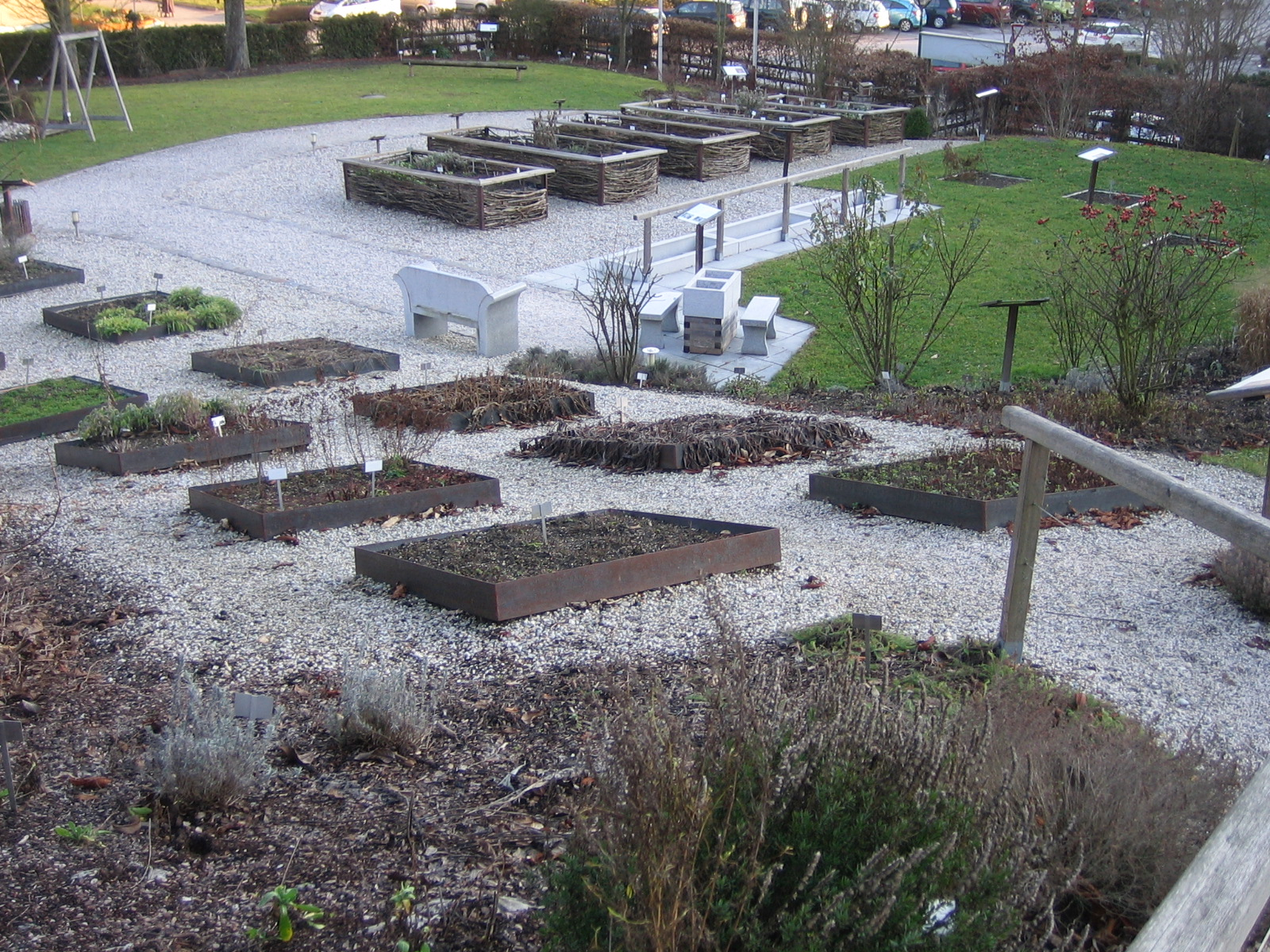
Kräutergarten Bad Mühllacken

Die nächste Tabelle gibt Informationen über Kräuter die bei Magen-, Darm- und Verdauungsproblemen angewendet werden können. Die Bedeutung und Wirkung unterhalb in der Tabelle.
| Beet 2 – Magen, Darm, Verdauung | Bedeutung                                              |
| ------------------------------- | ------------------------------------------------------ |
| Salbei                          | entzündungshemmend, verdauungsfördernd, schweißhemmend |
| echte Kamille                   | entzündungshemmend, krampflösend                       |
| Fenchel                         | blähungstreibend, gut fürs Abhusten, krampflösend      |
| Wermut                          | appetitfördernd, verdauungsfördernd                    |
| Pfefferminze                    | krampflösend, blähungstreibend, appetitanregend        |
| Bärlauch                        | verdauungsfördernd, blutdrucksenkend                   |
| Bohnenkraut                     | akute Magen-Darm-Entzündung                            |
| Majoran                         | galletreibend, verdauungsfördernd, harntreibend        |
| Mariendistel                    | leberschützend                                         |
| Sennastrauch                    | abführend                                              |

Für Infekte und das Immunsystem finden sich im Beet 3 verschiedene Kräuter, die angewendet werden können. Genaueres wird in der Tabelle beschrieben.
| Beet 3 – Infekte-Immunsystem | Bedeutung                                              |
| ---------------------------- | ------------------------------------------------------ |
| Ringelblume                  | entzündungshemmend, wundheilend                        |
| Sonnenhut                    | abwehrsteigend                                         |
| Salbei                       | entzündungshemmend, verdauungsfördernd, schweißhemmend |
| Wacholder                    | abwehrstärkend                                         |

Das nächste Beet zeigt Kräuter für die Lunge und für Hustenprobleme. Die Erläuterungen hinsichtlich der Wirkung finden sich unterhalb in der Tabelle.
| Beet 3 – Lunge-Husten | Bedeutung                                   |
| --------------------- | ------------------------------------------- |
| Alant                 | sekretlösend                                |
| Efeu                  | auswurffördernd, hustenreizstillend         |
| Eibisch               | beruhigend bei Reizhusten                   |
| Senf                  | äußerlich bei Atemwegserkrankung und Rheuma |
| Isländisches Moos     | reizlindernd, keimtötend                    |

Im Beet 4 wird auf die Kräuter die für den Bewegungsapparat und fürs Rheuma bedeutend sind, näher eingegangen. Genaueres in der nachfolgenden Tabelle.
| Beet 4 – Bewegungsapparat-Rheuma | Bedeutung                                            |
| -------------------------------- | ---------------------------------------------------- |
| Beinwell                         | entzündungshemmend, wundheilend                      |
| Senf                             | äußerlich bei Atemwegserkrankungen und Rheuma        |
| Löwenzahn                        | galletreibend, bei Gelenksentzündungen, harntreibend |
| Arnika                           | wundheilend, lindert Unfallfolgen                    |

Für Herz, Kreislauf und Blutgefäße gibt es Kräuter im Beet 4. Nähere Informationen werden in der Tabelle dargestellt.
| Beet 4 – Herz, Kreislauf, Blutgefäße | Bedeutung                                            |
| ------------------------------------ | ---------------------------------------------------- |
| roter Fingerhut                      | herzstärkend                                         |
| Maiglöckchen                         | herzstärkend                                         |
| Baldrian                             | bei nervösen Herzbeschwerden                         |
| Rosmarin                             | kreislaufstützend, appetitanregend                   |
| Bärlauch                             | blutdrucksenkend, verdauungsfördernd                 |
| Knoblauch                            | Vorbeugung gegen Gefäßverkalkung, cholesterinsenkend |
| Steinklee                            | Venenerkrankungen, Prellungen                        |

Spezielle Kräuter für die Frau finden sich im Beet 5. Die Wirkung und Bedeutung ist in der Tabelle genauer definiert.
| Beet 5 – Für die Frau | Bedeutung                                   |
| --------------------- | ------------------------------------------- |
| Frauenmantel          | bei Menstruationsschmerzen, gegen Durchfall |
| Vogelknöterich        | entzündungshemmend in der Mundhöhle         |
| Schafgarbe            | krampflösend, verdauungsstärkend            |
| Gänsefingerkraut      | krampflösend bei Menstruationsbeschwerden   |

Für die Haut gibt es im Beet 5 verschiedene Kräuter, die in der Tabelle unterhalb genauer definiert werden.
| Beet 5 – Haut   | Bedeutung                                              |
| --------------- | ------------------------------------------------------ |
| Stiefmütterchen | Hautkrankheiten                                        |
| Beinwell        | entzündungshemmend, wundheilend                        |
| Bilsenkraut     | Narbenbehandlung, krampflösend                         |
| Eisenkraut      | wundheilend                                            |
| Salbei          | schweißhemmend, entzündungshemmend, verdauungsfördernd |